# Alfons Söllner
Alfons Söllner (* 6. April 1947 in Hardeck, Bayern) ist ein deutscher Politikwissenschaftler und Hochschullehrer.
Söllner studierte von 1967 bis 1973 in Regensburg und München Politikwissenschaft, Philosophie, Soziologie und Germanistik. 1977 wurde er von Kurt Sontheimer promoviert. Von 1979 bis 1984 war er Mitarbeiter an der Freien Universität Berlin. 1986 habilitierte er sich am dortigen Otto-Suhr-Institut. Er vertrat Professuren in Hamburg und Bremen und war Fellow am Wissenschaftskolleg in Berlin. Von 1994 bis 2012 war er Professor für Politische Theorie und Ideengeschichte an der Technischen Universität Chemnitz und ist seit 2003 Vertrauensdozent der Fulbright Commission.
Mit seiner Studie Deutsche Politikwissenschaftler in der Emigration leistete er einen wesentlichen Beitrag zur Geschichte des Faches Politikwissenschaft.

## Schriften
- Geschichte und Herrschaft – Studien zur materialistischen Sozialwissenschaft 1929–1945. Suhrkamp, Frankfurt am Main 1979, ISBN 3-518-07524-1.
- Neumann zur Einführung. SOAK, Hannover 1982, ISBN 3-88209-042-1.
- (Hrsg.): Zur Archäologie der Demokratie in Deutschland. Band 1: Analysen politischer Emigranten im amerikanischen Geheimdienst: 1943–1945. Frankfurt 1982, ISBN 3-434-00521-8.
- Peter Weiss und die Deutschen. Die Entstehung einer politischen Ästhetik wider die Verdrängung. Westdeutscher Verlag, Opladen 1988, ISBN 3-531-12004-2.
- mit Wolfgang Luthardt (Hrsg.): Otto Kirchheimer: Verfassungsstaat, Souveränität, Pluralismus. Otto Kirchheimer zum Gedächtnis, Opladen 1989.
- Deutsche Politikwissenschaftler in der Emigration. Ihre Akkulturation und Wirkungsgeschichte, samt einer Bibliographie. Westdeutscher Verlag, Opladen 1996, ISBN 3-531-12935-X.
- (Hrsg.): Totalitarismus. Eine Ideengeschichte des 20. Jahrhunderts. Akademie, Berlin 1997, ISBN 3-05-003122-0.
- Crítica de la política. Emigrantes alemanes en el siglo XX. Biblioteca de Signos, Ciudad de México 2001.
- Fluchtpunkte. Studien zur politischen Ideengeschichte des 20. Jahrhunderts. Nomos, Baden-Baden 2006, ISBN 3-8329-2260-1.
- Totalitarismus – eine notwendige Denkfigur des 20. Jahrhunderts? – Fünf historische Stationen des Totalitarismusbegriffs (= Philosophische Gespräche, Heft 39). Helle Panke – Rosa-Luxemburg-Stiftung Berlin, Berlin 2015.
- ad Hannah Arendt – Elemente und Ursprünge totaler Herrschaft. Europäische Verlagsanstalt, Hamburg 2021, ISBN 978-3-86393-117-9.
- Das Jahrhundert der Flüchtlinge. Rückblicke auf die deutsche Asylpolitik. Europäische Verlagsanstalt, Hamburg 2022, ISBN 978-3-86393-143-8.

Festschrift
- Frank Schale u. a. (Hrsg.): Intellektuelle Emigration. Zur Aktualität eines historischen Phänomens. Festgabe für Prof. Dr. Alfons Söllner. Springer VS, Wiesbaden 2012, ISBN 3-531-19657-X.